# Средња школа Кладово
Средња школа у Кладову почела је са радом школске 1962/63. године, као издвојено одељење Гимназије „Предраг Костић” из Неготина. Већ школске 1966/67. године издвојено одељење прераста у засебну Гимназију „25. мај”.
Школа је доживљавала бројне трансформације у погледу увођења нових струка, што је било условљено реформом образовања и потребама привреде.
За све време постојањам школе су дале бројне генерације добрих стручњака, а своју образовно–васпитну делатност стално обогаћивале новим садржајима, облицима и методама рада.Захваљујући деловању низа секција, као и неговању рада са талентованим ученицима школе су имала запажене резултате на многим такмичењима од регионалних,  преко републичких и савезних, све до међународних олимпијада.